# Volo Japan Air Lines 404
Il volo Japan Air Lines 404 era un volo passeggeri che fu dirottato da terroristi palestinesi e giapponesi il 20 luglio 1973.

## Eventi
Il volo 404 partì dall'Aeroporto Internazionale di Amsterdam-Schiphol, nei Paesi Bassi, il 20 luglio 1973, diretto all'Aeroporto Internazionale di Tokyo (Haneda), in Giappone, facendo scalo a Parigi-Orly, in Francia, e all'Aeroporto Internazionale di Anchorage-Ted Stevens, in Alaska. L'aereo era un Boeing 747-246B con a bordo 123 passeggeri e 22 membri dell'equipaggio. La lista passeggeri comprendeva cinque terroristi guidati da Osamu Maruoka, un membro dell'Armata Rossa Giapponese, mentre gli altri quattro erano membri del Fronte Popolare per la Liberazione della Palestina.
Il volo fu dirottato poco dopo il decollo da Schiphol. Nel corso del dirottamento una granata portata da uno dei dirottatori, una donna, esplose, uccidendola, e ferendo il capo commissario di bordo. Il capo dei dirottatori si identificò quasi immediatamente al controllo del traffico aereo come El Kassar, dirottando l'aereo in nome del movimento di liberazione della Palestina. Dopo che diversi governi del Medio Oriente si rifiutarono di consentire l'atterraggio del volo 404, l'aereo alla fine atterrò a Dubai, negli Emirati Arabi Uniti. Dopo diversi giorni a terra, i terroristi chiesero la liberazione di Kozo Okamoto, sopravvissuto dell'attacco della JRA all'Aeroporto di Lod a Tel Aviv.
Dopo che il governo israeliano si rifiutò di rilasciare Okamoto, i dirottatori portarono l'aereo prima a Damasco, in Siria, e poi a Bengasi, in Libia. Il 23 luglio, 89 ore dopo l'inizio del dirottamento, i passeggeri e l'equipaggio furono rilasciati; i dirottatori distrussero l'aereo con gli esplosivi, rendendo l'incidente la seconda perdita totale di un Boeing 747. Maruoka fuggì e nel 1977 guidò il dirottamento del volo Japan Airlines 472. Rimase latitante fino al 1987, quando venne arrestato a Tokyo dopo essere entrato in Giappone con un passaporto falso. Condannato all'ergastolo, morì in carcere il 29 maggio 2011.